# Christoph Schönborn
Christoph Maria Michael Hugo Damian Peter Adalbert Schönborn (Skalka, 22 gennaio 1945) è un cardinale e arcivescovo cattolico austriaco, dal 22 gennaio 2025 arcivescovo emerito di Vienna e dal 2 maggio 2024 presidente della Commissione cardinalizia di vigilanza dell'Istituto per le Opere di Religione.
È stato elevato alla porpora cardinalizia nel 1998. Egli è inoltre ordinario per i fedeli di rito orientale in Austria ed è cappellano dell'Ordine del Toson d'oro austriaco di cui è membro dal 1961. È membro della nota famiglia dei conti di Schönborn che nei secoli ha avuto molti rappresentanti nel mondo ecclesiastico della Chiesa tedesca, austriaca e della Curia romana.
Schönborn è stato per anni una figura di spicco e considerato tra i papabili per il suo spirito conservatore mediato da uno spirito riformatore bilanciato che era in grado di accordare bene tra loro le diverse fazioni della curia romana oltre a essere noto per le sue visioni particolarmente tolleranti, per le sue doti diplomatiche e per l'apertura nel dialogo. In particolare egli è noto per la propria abilità di mediare tra i conservatori e l'ala più riformista della chiesa cattolica. Schönborn è noto nel mondo cattolico in particolare per aver curato l'ultima edizione del Catechismo della Chiesa Cattolica. Già studente di papa Benedetto XVI e suo stretto confidente, alleato e amico, il papa lo ha più volte definito suo "figlio spirituale" proprio a sottolineare questo loro legame. Secondo il vaticanista John L. Allen, Schönborn fu tra coloro che spinsero maggiormente per l'elezione di Joseph Ratzinger a papa nel conclave del 2005. Nato a Skalka in Boemia e cresciuto a Schruns, al confine con la Svizzera, egli ha antenati di origine tedesca, boema, ceca, austriaca, ungherese, italiana (ha collegamenti di parentela coi Savoia-Carignano) e irlandese. Pur avendo studiato in Francia, è stato per anni professore a Friburgo e parla correntemente, oltre al tedesco nativo, inglese, italiano, spagnolo, francese e latino.

## Biografia

### Famiglia, gioventù e formazione

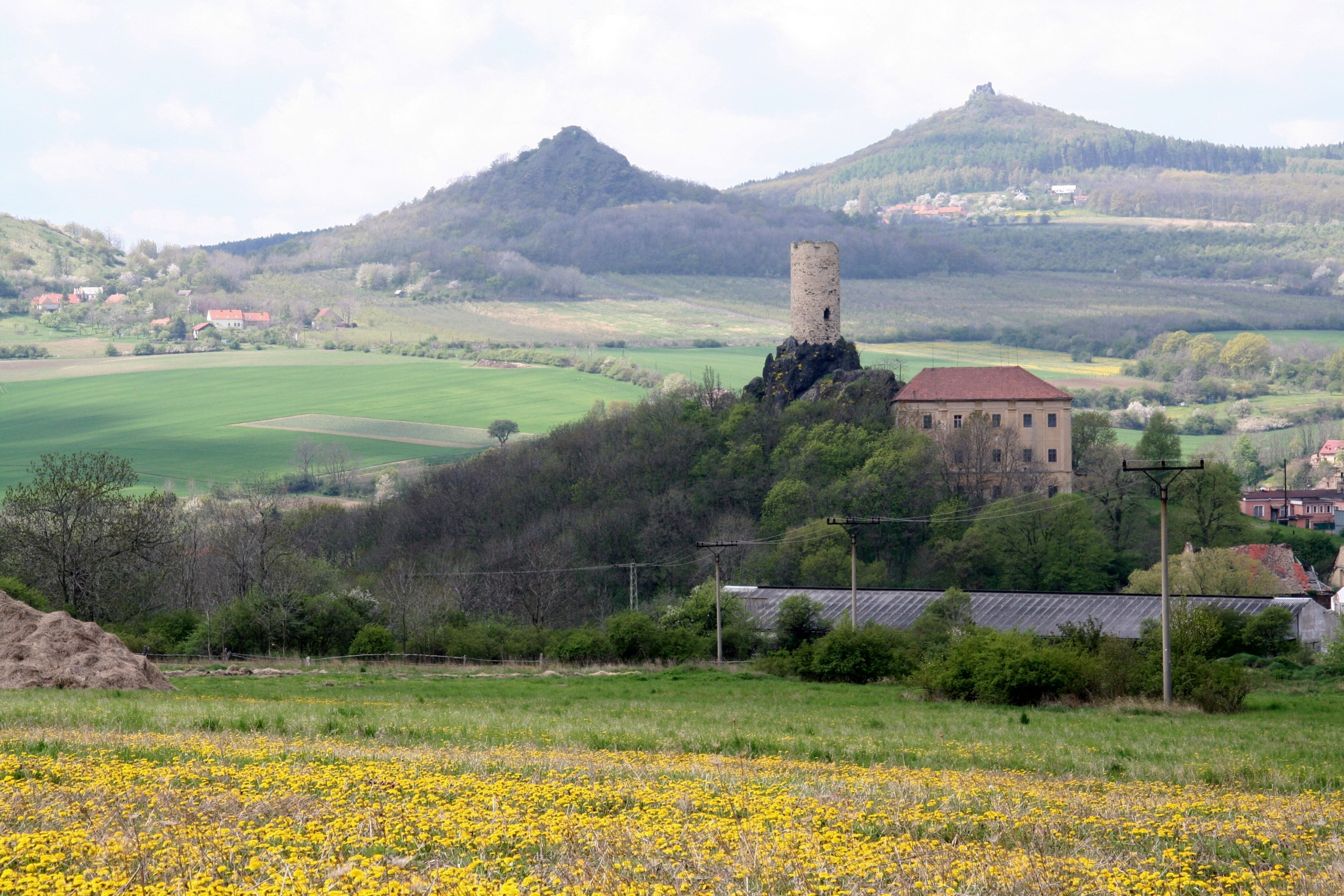
Il castello di Skalka dove il cardinale Schönborn nacque nel 1945

Schönborn è il secondogenito del conte Hugo-Damian von Schönborn e della baronessa Eleonore Ottilie Hilda Maria von Doblhoff. Gli Schönborn sono un'antichissima famiglia nobile e cattolica della alta nobilità tedesca dell'Europa centrale, che ha dato già alla Chiesa numerosi personaggi di rilievo, tra cui gli arcivescovi e vescovi Franz Lothar von Schönborn, Johann Philipp Franz von Schönborn, Friedrich Karl von Schönborn-Buchheim, Franz Georg von Schönborn-Buchheim e persino due cardinali, nella persona di Damian Hugo von Schönborn-Buchheim e Franziskus von Paula Schönborn. Sono anche tra i più importanti costruttori del barocco della Germania meridionale. Più di un centinaio di chiese sono state costruite dagli Schönborn, anche importanti palazzi vescovili, monasteri e ospedali. Christoph Schönborn è un discendente diretto della duchessa di Boemia Ludmilla..
La sua famiglia vanta inoltre legami con diverse casate d'Europa come i boemi Lobkowicz, i Chotek, i Wurmbrand-Stuppach, i Kolowrat-Krakowski, gli Schwarzenberg, i Thun und Hohenstein e i Clam-Martinic, o famiglie ungheresi come Széchenyi e i Batthyány, o ancora casate regnanti come i Savoia-Carignano (tramite Gabriella di Savoia-Carignano (1748-1828), figlia del principe Luigi Vittorio di Savoia-Carignano) e gli Hohenzollern-Hechingen. Schönborn è inoltre discendente dagli astronomi Joseph Johann Littrow e Karl Ludwig von Littrow, nonché della pioniera del femminismo europeo Auguste von Littrow. Egli è inoltre discendente dell'irlandese lady Selina Meade (1797-1872), figlia di Richard Meade, II conte di Clanwilliam (1766-1805), che sposò poi il conte di Clam-Martinic. Christoph Schönborn è inoltre pronipote di Sophie Chotek von Chotkowa, duchessa di Hohenberg, moglie dell'arciduca Francesco Ferdinando d'Asburgo-Este, assassinato con lei a Sarajevo nel tragico episodio che diede inizio alla Prima guerra mondiale. Tramite alcuni suoi antenati di un ramo della dinastia romana dei Colonna trasferitasi in Boemia, egli discende pertanto anche da alcuni papi di epoca medievale.
Christoph nacque il 22 gennaio 1945 nel castello di Skalka. Il cardinale Schönborn ha due fratelli (uno maggiore e uno minore) e una sorella. La famiglia di Schönborn, pur di origine boema, decise di trasferirsi definitivamente in Austria quando Christoph aveva appena nove mesi in quanto, dopo il ritiro delle forze tedesche dalla Cecoslovacchia e la fine della Seconda guerra mondiale, la popolazione locale di lingua tedesca venne pesantemente perseguitata dal nuovo governo (soprattutto l'aristocrazia), sotto la guida di Edvard Beneš e il regime stalinista. I suoi genitori divorziarono e il piccolo Christoph crebbe a Schruns, nell'Austria occidentale, a breve distanza dal confine col cantone svizzero dei Grigioni, dove iniziò i propri studi, proseguendoli poi a Bludenz nel Vorarlberg. Cresciuto come si è detto nel Vorarlberg, Schönborn parla il dialetto alemanno del Vorarlberg così come lo svizzero tedesco oltre al tedesco nativo. Inoltre egli parla correntemente francese e italiano, inglese, spagnolo, latino.

### L'inizio della carriera ecclesiastica e l'insegnamento

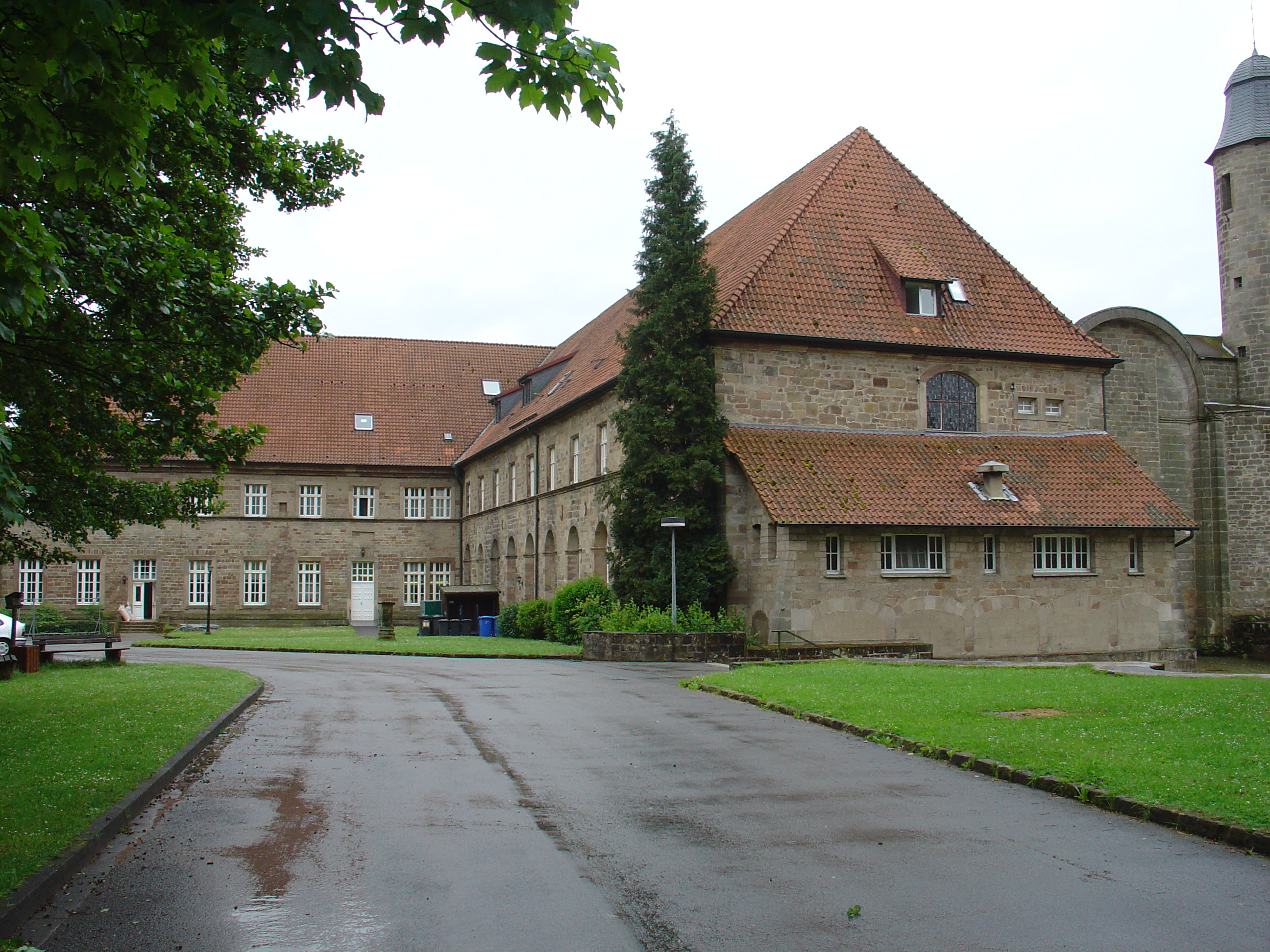
Il convento domenicano di Warburg, vicino a Bonn, dove Schönborn entrò dopo la maturità

Dopo la maturità, nel 1963 Schönborn entrò nell'ordine dei Frati Predicatori (domenicani) a Warburg vicino a Bonn. Proseguì quindi gli studi di filosofia e psicologia a Vienna, quelli di teologia cattolica a Bornheim-Walberberg e a Parigi all'Istituto cattolico di teologia e alla Sorbona, laureandosi in teologia nel 1971 e ottenendo nella medesima disciplina il dottorato nel 1974. Alla Sorbona Schönborn si specializzò in Cristianesimo slavo e bizantino. Durante gli studi conobbe, a Ratisbona, Joseph Ratzinger. Il 27 dicembre 1970, intanto, venne ordinato presbitero a Vienna per mano dal cardinale Franz König.
Schönborn si occupò di pastorale studentesca già a Graz fra il 1973 e il 1975. Dal 1975 Schönborn insegnò come professore ospite e poi come professore ordinario dogmatica cattolica e dal 1978 teologia dell'oriente cristiano all'Università di Friburgo in Svizzera.
Nel 1980 Schönborn venne nominato membro della Commissione teologica internazionale della Santa Sede e della Fondazione Pro Oriente dal 1984. Nel 1987 divenne segretario della commissione per la redazione del Catechismo della Chiesa Cattolica, quindi stretto collaboratore di Joseph Ratzinger.
Negli anni ottanta Schönborn venne chiamato altresì a fare parte di altre numerose commissioni di esperti: della commissione teologica della Conferenza episcopale svizzera (1980-1991), della commissione svizzera per il dialogo tra cattolici e ortodossi (1980-1987) e di quella per il dialogo con gli altri cristiani (1980-1984).

### L'episcopato e il cardinalato

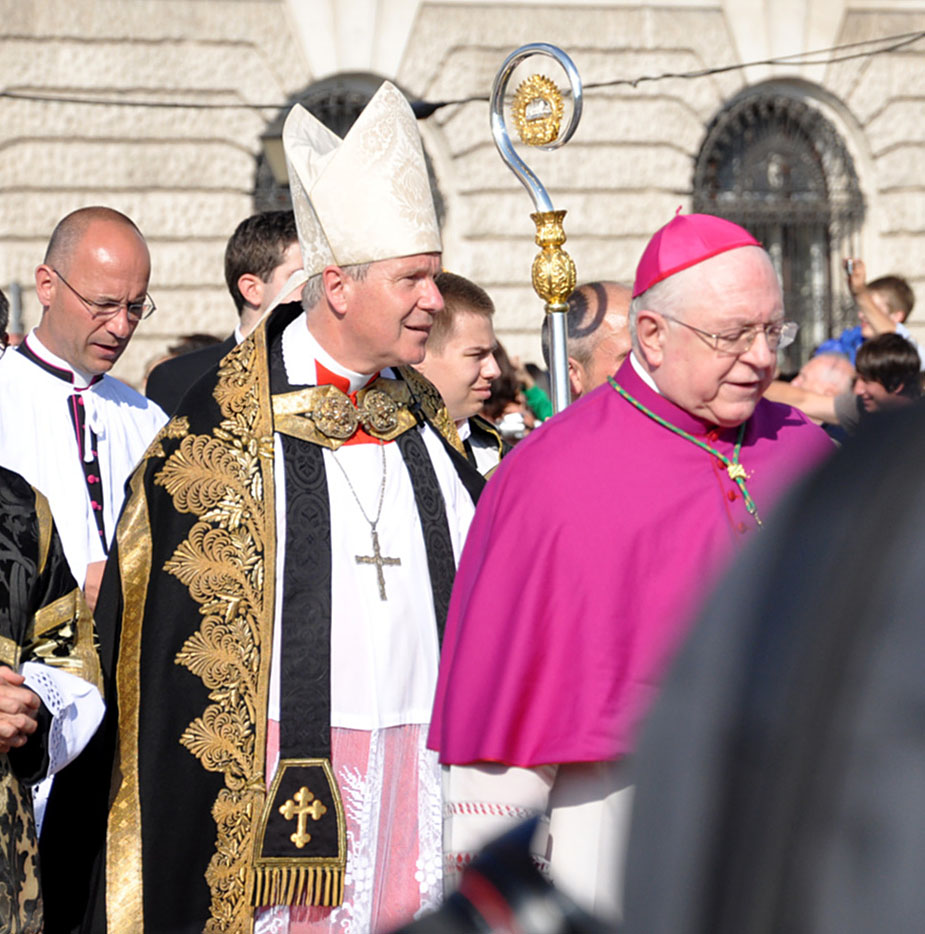
Il cardinale Schörnborn (col pastorale) durante la processione del funerale di Ottone d'Asburgo

Nel 1991 papa Giovanni Paolo II lo nomina vescovo titolare di Sutri e vescovo ausiliare di Vienna. L'ordinazione episcopale ha luogo il 29 settembre 1991 nel Duomo di Santo Stefano a Vienna. L'11 aprile 1995 venne nominato vescovo coadiutore dell'arcidiocesi di Vienna e in quello stesso anno venne chiamato a succedere a Hans Hermann Groër come arcivescovo dopo le dimissioni di quest'ultimo.
Il 29 giugno 1996 Schönborn (che nella primavera dello stesso anno aveva predicato gli esercizi spirituali in Vaticano) ricevette da papa Giovanni Paolo II il pallio, simbolo dei metropoliti. Nel 1998 venne creato cardinale del titolo del Gesù Divin Lavoratore.
Nel 1998 è nominato presidente della conferenza episcopale austriaca, della quale era già dal 1996 vicepresidente. In questa carica è stato riconfermato il 10 novembre 2004, il 19 novembre 2010 e l'8 novembre 2016. Considerato tra i papabili alla morte di papa Giovanni Paolo II se si esclude l'elemento sfavorevole della giovane età, il cardinale Schönborn prese parte come elettore al conclave del 2005 e fu tra coloro che spinsero particolarmente per l'elezione di papa Benedetto XVI.
Nel 2011 celebrò personalmente i solenni funerali di Ottone d'Asburgo-Lorena, ultimo figlio sopravvissuto dell'ultimo imperatore d'Austria, Carlo I, del quale aveva perorato la causa di beatificazione portata a compimento nel 2004.
Il 18 settembre 2012 venne nominato padre sinodale della XIII Assemblea Generale Ordinaria del Sinodo dei Vescovi.
Prende parte, come cardinale elettore, anche al conclave del 2013, che elegge papa Francesco.
Il 15 gennaio 2014 papa Francesco lo nominò membro della Commissione Cardinalizia di Vigilanza sullo Istituto per le Opere di Religione; ne divenne presidente il 2 maggio 2024.
Il 22 gennaio 2025 compie ottant'anni e, in base a quanto disposto dal motu proprio Ingravescentem Aetatem di papa Paolo VI del 1970, esce dal novero dei cardinali elettori e decade da tutti gli incarichi ricoperti nella Curia romana; lo stesso giorno papa Francesco accoglie la sua rinuncia al governo pastorale dell'arcidiocesi di Vienna per raggiunti limiti d'età.

## La teologia di Christoph Schönborn
Teologo ferratissimo e buon predicatore, poliglotta (parla anche l'italiano), è convinto assertore della dimensione universale della Chiesa. È ritenuto un conservatore. È tuttavia personaggio capace di dire pane al pane vino al vino e di essere critico anche verso i vertici della Chiesa, come ha dimostrato nel grave scandalo del seminario di Sankt Pölten.

### Posizione sulla teoria dell'evoluzione

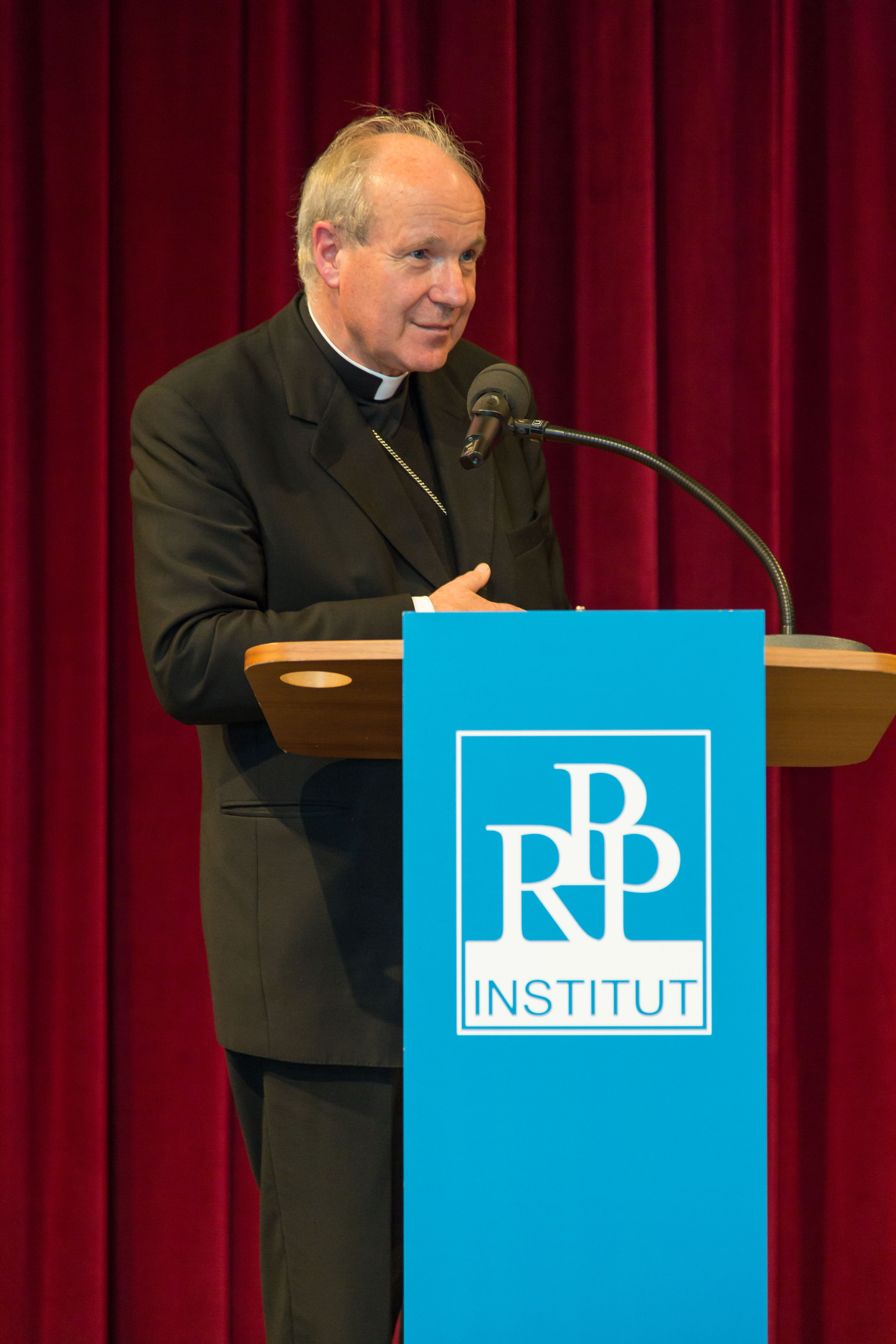
Il cardinale Schönborn a una conferenza nel 2013

Fin dal 1996, papa Giovanni Paolo II affermò che l'evoluzione (un termine, la cui definizione egli tuttavia non precisò) era più che un'ipotesi.
Ha tuttavia suscitato irritazione lo scritto di Schönborn pubblicato il 7 luglio 2005 sul New York Times, nel quale egli ha espresso la propria posizione sulla teoria dell'evoluzione.
Nella sua intervista, Schönborn definisce la teoria dell'evoluzione, che fa del caso una componente essenziale dell'evoluzione, un'ideologia, perché, secondo Schönborn, questa teoria pone il caso come fosse un dogma, escludendo a priori ogni ruolo di Dio. La teoria dell'evoluzione non sarebbe – come in generale ogni altra teoria che non riconosce il piano divino nell'evoluzione – scientifica; essa costituirebbe anzi un'abdicazione dell'intelligenza.
(Cristoph Schönborn, New York Times, 7 luglio 2005)

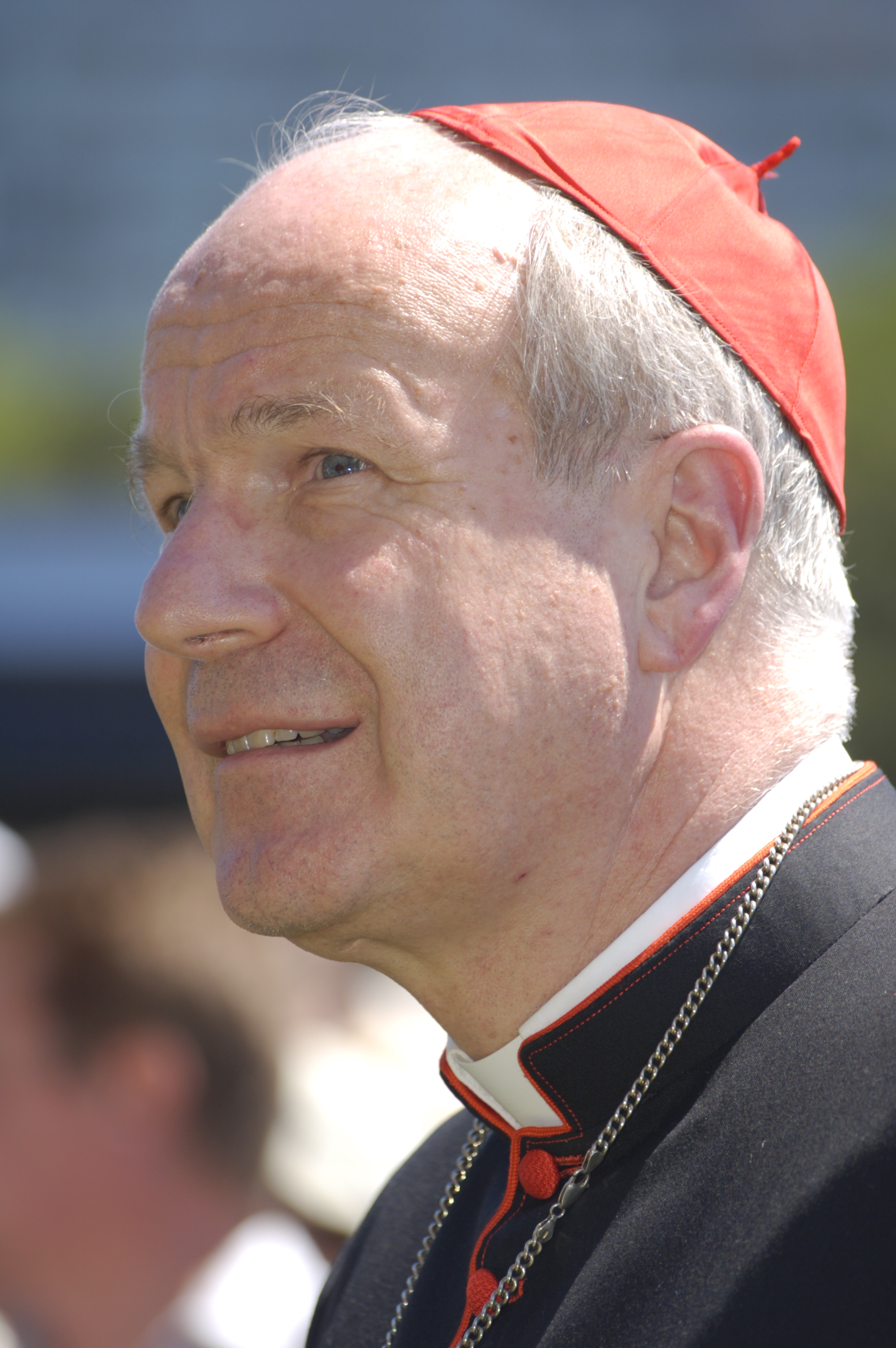
Il cardinale Schönborn alla consacrazione della croce papale in parco del Danubio a Vienna, 2012

Per Schönborn, invece, si ravvisa anche nell'evoluzione un disegno intelligente, ossia un piano finalizzato. Schönborn lascia aperta nel suo articolo la questione di come la sua fede in un disegno, ossia in un'evoluzione della vita guidata da Dio, sia compatibile con il concetto scientifico della falsificabilità.
In verità Schönborn ha espressamente indicato che è indubitabile che l'evoluzione non darwinista abbia avuto luogo, soltanto che il fattore determinante non è il caso ma il piano divino. Egli ha indicato, fra i lavori scientifici che conforterebbero la sua tesi, il libro del fisico viennese Walter Thirring Kosmische Impressionen - Gottes Spuren in den Naturgesetzen ("Impressioni cosmiche, tracce di Dio nelle leggi naturali").
Nello stesso articolo Schönborn rifiuta anche l'ipotesi cosmologica del multiverso, elaborata in alternativa alle interpretazioni religioso–teologiche del principio antropico elaborate negli ultimi anni.
In una lettura catechistica presso il Duomo di Santo Stefano, il 2 settembre 2005, il cardinale Schönborn ha chiarito che egli riconosce il grande contributo di Charles Darwin e gli indubitabili progressi della scienza. Scienza e fede rispondono tuttavia a questioni differenti e non devono per forza entrare in conflitto, se si rispettano le diverse visioni della realtà.
Su questi argomenti il cardinale ha anche scritto un libro intitolato: "Caso o disegno? Evoluzione e creazione secondo una fede ragionevole".

### Dialogo interreligioso
Schönborn è membro dell'Elijah Interfaith Institute per il dialogo interreligioso tra i popoli, al quale si è dichiarato sempre molto aperto e disponibile.

#### Ebraismo e cattolicesimo

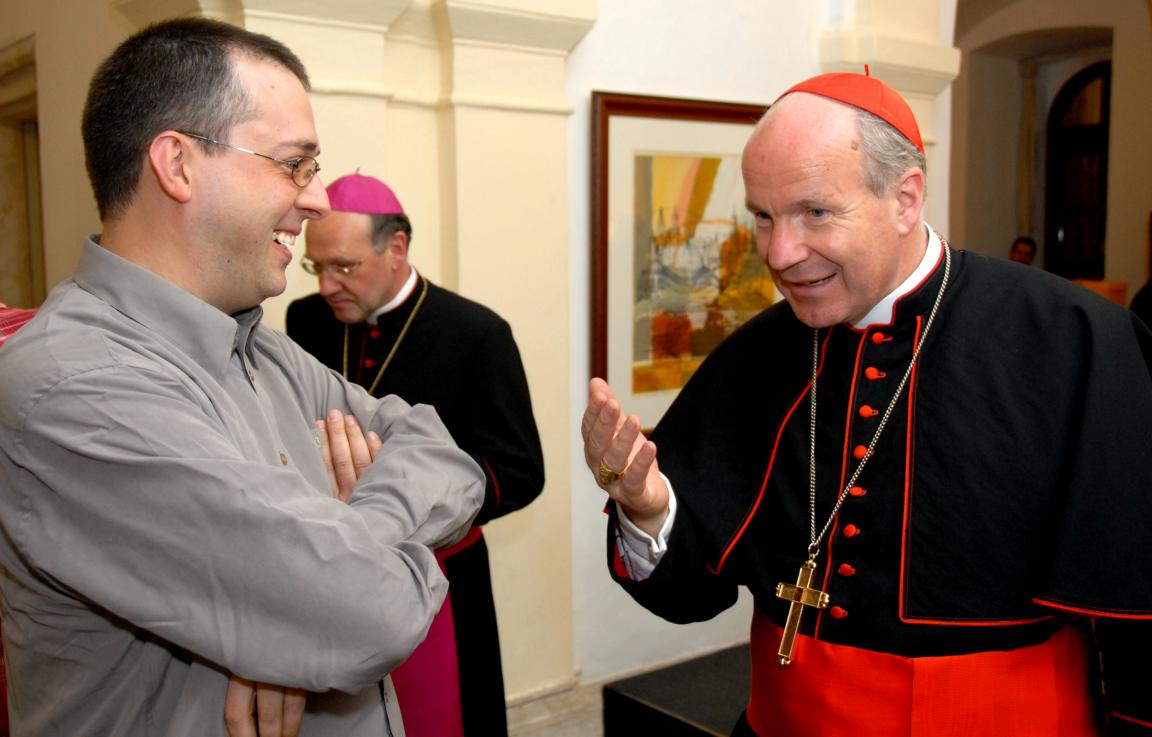
Il cardinale Schönborn a Gerusalemme nel 2007

Il cardinale Schönborn si è detto più volte disponibile a un dialogo interreligioso con l'ebraismo ma pure ha difeso sul settimanale inglese The Tablet l'uso della preghiera Oremus et pro perfidis Judaeis del Venerdì Santo cristiano, adducendo a giustificazione nell'uso di questa preghiera del VI secolo quanto contenuto nel Vangelo, ovvero le parole che Gesù stesso ha pronunciato agli apostoli incaricandoli di annunciare la sua Parola a tutte le nazioni, incominciando da Gerusalemme (Lc 24,47). Malgrado alcune organizzazioni ebraiche considerino tale preghiera un affronto personale, il cardinale Schönborn ha ribadito più volte l'importanza della "continuazione e intensificazione del dialogo ebraico-cristiano" e nel 2012 a riprova di ciò ha inviato una lettera alla comunità ebraica austriaca nella quale esprimeva il proprio dissenso e il suo shock per la profanazione di 43 tombe nella parte ebraica di Cimitero Centrale di Vienna.

#### Islam e cattolicesimo
Schönborn si è più volte dichiarato disponibile a intraprendere un dialogo religioso costruttivo tra la chiesa cattolica e l'islam. A ogni modo egli si è detto contrario all'idea della "conquista islamica dell'Europa" tanto propinata da alcuni gruppi estremisti.

#### Chiesa ortodossa e cattolicesimo
Schönborn ha dichiarato che le differenze teologiche tra la chiesa cattolica e le chiese orientali ortodosse possono essere risolte se le due fedi religiose fossero disposte a un dialogo che metta da parte le divergenze teologiche emerse in passato.

### HIV/AIDS e l'uso dei preservativi
Nel 1996, Schönborn rilasciò un'intervista alla televisione austriaca nella quale dichiarò che chi era affetto da AIDS potesse utilizzare i preservativi come "male minore", premunendosi di rispondere poco dopo comunque che "nessuno può affermare che l'uso del preservativo sia ideale nelle relazioni sessuali."

## Aspetti controversi
Nel 2009 l'arcivescovo è stato in visita a Međugorje, luogo delle presunte apparizioni della Madonna, destando la preoccupazione del vescovo locale Ratko Perić, contrario al fenomeno. In una successiva dichiarazione Schönborn ha rivendicato il carattere privato del suo pellegrinaggio e che questo fatto non implica una presa di posizione dell'arcivescovo sulla veridicità delle apparizioni in corso.
Ha destato clamore nel 2013 la sua scelta di confermare la decisione presa del consiglio pastorale della parrocchia di Stützenhofen che aveva eletto a proprio capo una persona dichiaratamente omosessuale, suscitando la reazione del parroco che aveva chiesto il suo intervento. Alle successive reazioni dei gruppi tradizionalisti in merito a questa sua apertura Schönborn ha replicato che ha visto in quella persona "un uomo umile e di grande fede" e per questo ha deciso di confermare la sua elezione.Tuttavia è importante notare che non si è trattato di una legittimazione dell'omosessualità, ma di un tentativo di pastorale non discriminatoria e inclusiva degli omosessuali, in linea con la posizione della Chiesa.
È considerato un membro del clero progressista anche in virtù delle sue posizioni nei confronti della comunità LGBT.
Così come hanno destato stupore, perplessità e polemiche le sue parole di apprezzamento nei confronti di Conchita Wurst che ha rappresentato l'Austria all'Eurovision Song Contest 2014 a Copenaghen, in Danimarca, vincendo la competizione canora, affermando che l'artista: 

## Opere
- Sophrone de Jérusalem. Vie monastique et confession dogmatique. Beauchesne, Paris 1972, ISBN 2-7010-0054-8
- Die charismatische Erneuerung und die Kirchen. Pustet, Regensburg 1977, ISBN 3-7917-0506-7
- Die Christus-Ikone. Eine theologische Hinführung. Novalis, Schaffhausen 1984. (Neuaufl. Wiener Dom-Verlag 1998), ISBN 3-85351-157-0
- Einheit im Glauben. Johannes, Einsiedeln 1984, ISBN 3-89411-215-8
- Existenz im Übergang. Pilgerschaft, Reinkarnation, Vergöttlichung. Johannes, Einsiedeln u. a. 1987, ISBN 3-89411-216-6
- Zur kirchlichen Erbsündenlehre. Stellungnahmen zu einer brennenden Frage. Freiburg im Brsg. u. a. 1991, ISBN 3-89411-303-0
- Herzstücke unseres Glaubens. Das „Credo“ im Katechismus der Katholischen Kirche. Wiener Dom, Wien 1994, ISBN 3-85351-112-0
- Quellen unseres Glaubens. Liturgie und Sakramente im Katechismus der Katholischen Kirche. Wiener Dom, Wien 1996, ISBN 3-85351-116-3
- Leben für die Kirche. Die Fastenexerzitien des Papstes. Freiburg im Brsg. u.a. 1997, ISBN 3-451-26258-4
- Wähle das Leben. Die christliche Moral nach dem Katechismus der katholischen Kirche. Wiener Dom, Wien 1998, ISBN 3-85351-156-2
- Gott sandte seinen Sohn. Christologie. (Amateca. Lehrbücher zur katholischen Theologie, Bd. 7) Bonifatius, Paderborn 2002, ISBN 3-89710-202-1
- Mein Jesus. Gedanken zum Evangelium. Molden, Wien 2002. ISBN 3-85485-087-5
- Seht, Gottes Sohn! Gedanken zum Evangelium im Markusjahr. Molden, Wien 2005, ISBN 3-85485-151-0
- Wovon wir leben können. Das Geheimnis der Eucharistie. Herder, Freiburg im Brsg. u. a. 2005, ISBN 3-451-28602-5
- Ziel oder Zufall? Schöpfung und Evolution aus der Sicht eines vernünftigen Glaubens. Herder, Freiburg im Brsg. 2007, ISBN 978-3-451-29389-4 (ed. italiana: Caso o disegno? Evoluzione e creazione secondo una fede ragionevole, Edizioni Studio Domenicano, Bologna, 2007, ISBN 978-88-7094-667-3)
- con Barbara Stöckl: Wer braucht Gott?: Barbara Stöckl im Gespräch mit Kardinal Christoph Schönborn, Ecowin Verlag, Salzburg 2007, ISBN 978-3-902404-33-6
- Vom geglückten Leben. Fragen und Antworten. Amalthea Verlag 2008, ISBN 978-3-85002-644-4
- Die Lebensschule Jesu. Anstöße zur Jüngerschaft. Herder, Freiburg im Brsg. 2013, ISBN 978-3-451-30690-7
- (IT, FR) A sua immagine e somiglianza (L'homme et le Christ à l'image de Dieu), Prima edizione, Lindau (éditions Parole et Silence), Maggio 2008,  pagine 105, ISBN 978-88-7180-754-6.

## Genealogia episcopale e successione apostolica
La genealogia episcopale è:
- Cardinale Scipione Rebiba
- Cardinale Giulio Antonio Santori
- Cardinale Girolamo Bernerio, O.P.
- Arcivescovo Galeazzo Sanvitale
- Cardinale Ludovico Ludovisi
- Cardinale Luigi Caetani
- Cardinale Ulderico Carpegna
- Cardinale Paluzzo Paluzzi Altieri degli Albertoni
- Papa Benedetto XIII
- Papa Benedetto XIV
- Papa Clemente XIII
- Cardinale Bernardino Giraud
- Cardinale Alessandro Mattei
- Cardinale Pietro Francesco Galleffi
- Cardinale Giacomo Filippo Fransoni
- Cardinale Carlo Sacconi
- Cardinale Edward Henry Howard
- Cardinale Mariano Rampolla del Tindaro
- Cardinale Rafael Merry del Val
- Cardinale Raffaele Scapinelli di Leguigno
- Cardinale Friedrich Gustav Piffl
- Vescovo Michael Memelauer
- Cardinale Franz König
- Cardinale Hans Hermann Groër, O.S.B.
- Cardinale Christoph Schönborn, O.P.

La successione apostolica è:
- Vescovo Alois Schwarz (1997)
- Vescovo Ludwig Schwarz, S.D.B. (2001)
- Cardinale Georges Cottier, O.P. (2003)
- Vescovo Franz Scharl (2006)
- Vescovo Stephan Turnovszky (2008)
- Vescovo Ägidius Zsifkovics (2010)

## Ascendenza
|                                        |                            |                                              | Genitori                                  |  |  | Nonni |  |  | Bisnonni                   |  |  | Trisnonni                |  |
|                                        |                            |                                              |                                           |  |  |       |  |  | Conte Johann von Schönborn |  |  | Conte Karl von Schönborn |  |
|                                        |                            |                                              |                                           |  |  |       |  |  | Conte Johann von Schönborn |  |  | Conte Karl von Schönborn |  |
|                                        |                            | Principessa Johanna Lobkowicz                |                                           |  |  |       |  |  | Conte Johann von Schönborn |  |  |                          |  |
| Conte Karl Johann von Schönborn        |                            |                                              |                                           |  |  |       |  |  | Conte Johann von Schönborn |  |  |                          |  |
|                                        |                            | Contessa Anna von Wurmbrand-Stuppach         | Conte Heinrich von Wurmbrand-Stuppach     |  |  |       |  |  |                            |  |  |                          |  |
|                                        |                            | Contessa Anna von Wurmbrand-Stuppach         | Conte Heinrich von Wurmbrand-Stuppach     |  |  |       |  |  |                            |  |  |                          |  |
|                                        |                            | Contessa Anna von Wurmbrand-Stuppach         | Contessa Eugenie von Schönborn-Buchheim   |  |  |       |  |  |                            |  |  |                          |  |
| Conte Hugo Damian von Schönborn        |                            | Contessa Anna von Wurmbrand-Stuppach         |                                           |  |  |       |  |  |                            |  |  |                          |  |
|                                        |                            | Conte Heinrich von Nostitz-Rieneck           | Conte Hugo von Nostitz-Rieneck            |  |  |       |  |  |                            |  |  |                          |  |
|                                        |                            | Conte Heinrich von Nostitz-Rieneck           | Conte Hugo von Nostitz-Rieneck            |  |  |       |  |  |                            |  |  |                          |  |
|                                        |                            | Conte Heinrich von Nostitz-Rieneck           | Contessa Maria Clam-Martinic              |  |  |       |  |  |                            |  |  |                          |  |
| Contessa Elisabeth von Nostitz-Rieneck |                            | Conte Heinrich von Nostitz-Rieneck           |                                           |  |  |       |  |  |                            |  |  |                          |  |
|                                        |                            | Contessa Marie Chotková z Chotkova a Vojnína | Conte Antonín Chotek z Chotkova a Vojnína |  |  |       |  |  |                            |  |  |                          |  |
|                                        |                            | Contessa Marie Chotková z Chotkova a Vojnína | Conte Antonín Chotek z Chotkova a Vojnína |  |  |       |  |  |                            |  |  |                          |  |
|                                        |                            | Contessa Marie Chotková z Chotkova a Vojnína | Olga von Moltke                           |  |  |       |  |  |                            |  |  |                          |  |
| Cardinale Christoph von Schönborn      |                            | Contessa Marie Chotková z Chotkova a Vojnína |                                           |  |  |       |  |  |                            |  |  |                          |  |
|                                        | Barone Rudolf von Doblhoff | Barone Joseph von Doblhoff-Dierr             |                                           |  |  |       |  |  |                            |  |  |                          |  |
|                                        | Barone Rudolf von Doblhoff | Barone Joseph von Doblhoff-Dierr             |                                           |  |  |       |  |  |                            |  |  |                          |  |
|                                        | Barone Rudolf von Doblhoff | Ida Lenkey de Lenke                          |                                           |  |  |       |  |  |                            |  |  |                          |  |
| Barone Herbert von Doblhoff            | Barone Rudolf von Doblhoff |                                              |                                           |  |  |       |  |  |                            |  |  |                          |  |
|                                        |                            | Dorothea Edle von Littrow                    | Karl Ludwig von Littrow                   |  |  |       |  |  |                            |  |  |                          |  |
|                                        |                            | Dorothea Edle von Littrow                    | Karl Ludwig von Littrow                   |  |  |       |  |  |                            |  |  |                          |  |
|                                        |                            | Dorothea Edle von Littrow                    | Auguste Bischoff von Altenstern           |  |  |       |  |  |                            |  |  |                          |  |
| Baronessa Eleonore von Doblhoff        |                            | Dorothea Edle von Littrow                    |                                           |  |  |       |  |  |                            |  |  |                          |  |
|                                        |                            | Hubert von Skutetzky                         | Wilhelm Skutetzky                         |  |  |       |  |  |                            |  |  |                          |  |
|                                        |                            | Hubert von Skutetzky                         | Wilhelm Skutetzky                         |  |  |       |  |  |                            |  |  |                          |  |
|                                        |                            | Hubert von Skutetzky                         | …                                         |  |  |       |  |  |                            |  |  |                          |  |
| Gertud von Skutetzky                   |                            | Hubert von Skutetzky                         |                                           |  |  |       |  |  |                            |  |  |                          |  |
|                                        |                            | Anna Amalia Berwer                           | …                                         |  |  |       |  |  |                            |  |  |                          |  |
|                                        |                            | Anna Amalia Berwer                           | …                                         |  |  |       |  |  |                            |  |  |                          |  |
|                                        |                            | Anna Amalia Berwer                           | …                                         |  |  |       |  |  |                            |  |  |                          |  |
|                                        |                            | Anna Amalia Berwer                           |                                           |  |  |       |  |  |                            |  |  |                          |  |